# یواس‌اس میندانائو (ای‌آرجی-۳)
یواس‌اس میندانائو (ای‌آرجی-۳) (به انگلیسی: USS Mindanao (ARG-3)) یک کشتی بود که طول آن ۴۴۲ فوت (۱۳۵ متر) بود. این کشتی در سال ۱۹۴۳ ساخته شد.